# Hermonassa macrotheca
Hermonassa macrotheca är en fjärilsart som beskrevs av Charles Boursin 1968. Hermonassa macrotheca ingår i släktet Hermonassa och familjen nattflyn. Inga underarter finns listade i Catalogue of Life.